# Xilam (estudio de animación)
Xilam es un estudio de animación fundada en 1999 por Marc du Pontavice, sus antiguos orígenes provenían de la empresa Gaumont. 

## Filmografía

### Series animadas producidas
- Dragon Flyz (serie animada) (1997)
- Sky Dancers (serie animada) (1997)
- Le Magicien (serie animada) (1998)
- Space Goofs (1997/2005)
- Las nuevas aventuras de Lucky Luke (1999)
- Oggy y las cucarachas (Oggy and the Cockroaches) (1998/2018)
- Cartouche, prince des faubourgs (2001)
- Ratz (2003)
- Tupu (2000)
- Policías y Ladrones (2004-presente)
- Shuriken School (2006)
- Rantanplan (serie animada) (2006)
- Mi Familia Mágica (A Kind of Magic) (2007)
- Rahan (2007 - en producción)
- Zig and sharko (2010 - en producción)
- Floopaloo ¿Dónde estás? (2011)
- Hubert y Takako (2013-2022)

- Entrenador Yo Si Puedes (2020)
- Moka (2020)
- Pffirrates (2023)